# Le Voyage imprévu
Pour plus de détails, voir Fiche technique et Distribution.
Le Voyage imprévu est un  film franco-suisse réalisé par Jean de Limur d'après un roman de Tristan Bernard et sorti en 1935.

## Synopsis
Une femme est en Suisse avec son mari jaloux. Elle a oublié chez son amant à Paris un objet compromettant, et demande à son amie de le récupérer.

## Fiche technique
- Titre allemand : Unerwatete Reise ins Blaue
- Réalisation : Jean de Limur
- Scénario : Georges Lampin, Helen Rose, d'après un roman du même titre de Tristan Bernard paru en 1928
- Dialogues : Tristan Bernard
- Décors : Serge Pimenoff
- Musique : Jean Wiener
- Montage : Raymond Lamy
- Production : Les Films Helgal
- Lieu de tournage : Suisse (extérieurs)
- Pays :  France
- Format :  Noir et blanc - 1,37:1 - 35 mm - son mono
- Durée : 87 minutes
- Date de sortie :
  - France - 3 janvier 1935

## Distribution
- Betty Stockfeld
- Roger Tréville
- Janine Guise
- Jean Tissier
- Claude Dauphin
- Raymond Cordy